# Sehnsucht (Das Lied der Taiga)
Sehnsucht (Das Lied der Taiga) ist ein Schlager aus dem Jahr 1968, der durch die deutsche Sängerin Alexandra (1942–1969) bekannt wurde. Das Stück wurde von Fred Weyrich und Rudi Bauer geschrieben. Im Text erinnert sich das lyrische Ich an die Kindheit in der Taiga und träumt davon, die „endlosen Steppen und die tiefen Wälder“ wiederzusehen.

## Veröffentlichungen
Das Lied erschien erstmals im Februar 1968 als Single durch Philips (Katalognummer: 384 504 PF). Gesungen wird es von Alexandra, begleitet vom Orchester Rudi Bauer und den Rosy-Singers. Auf der B-Seite der Single befindet sich Was ist das Ziel? (Les Ballons Rouges) von Fred Weyrich und Serge Lama, bei dem Alexandra vom Orchester Arno Flor begleitet wird.
Einen Monat nach Erscheinen der Single kam ein Album mit dem Titel Alexandra – Sehnsucht – Ein Porträt in Musik auf den Markt. Ebenfalls noch 1969 erschien eine französische Version mit dem Titel La Taïga. Die B-Seite trägt den Titel La faute du monde entier.
1988 legte Philips die Single neu auf (Katalognummer: 870 338-7). Darüber hinaus wurde das Lied in mehrere Kompilationen Alexandras sowie in zahlreiche deutsche Hit- und Schlager-Kompilationen aufgenommen.

## Artwork
Das Cover zeigt Alexandra, eine Gitarre in den Händen haltend, vor einem Hintergrund mit zwei eingeschalteten Scheinwerfern.

## Rezeption
Sehnsucht (Das Lied der Taiga) stieg am 1. Mai 1968 auf Rang 35 in die deutschen Singlecharts ein. Seine beste Chartnotierung erreichte die Single mit Rang zwölf am 1. August 1968. Das Lied platzierte sich 11 Halbmonatsausgaben (≈ 22 Wochen) in den Charts, letztmals in der Chartausgabe vom 15. Oktober 1968. 1968 platzierte sich das Lied auf Rang 32 der deutschen Single-Jahrescharts.
Für Alexandra avancierte Sehnsucht (Das Lied der Taiga) nach Zigeunerjunge zum zweiten von vier Charthits in Deutschland. Keine Single von ihr konnte sich besser oder länger in Deutschland platzieren. Einem Bericht zu ihrem 40. Todestag zufolge soll sich die Single über 200.000 Mal verkauft haben.
| ChartsChartplatzierungen | Höchstplatzierung | Monate |
| ------------------------ | ----------------- | ------ |
| Deutschland (GfK)        | 12 (5½ Mt.)       | 5½     |

| ChartsJahrescharts (1968) | Platzierung |
| ------------------------- | ----------- |
| Deutschland (GfK)         | 32          |

## Coverversionen
- Das Lied wurde unter anderen auch von Dunja Rajter, Larissa Strogoff, La Esterella und Astrid Harzbecker interpretiert.[6]
- In der Folge Schwarze Rosen der Krimiserie München Mord singt das Ermittlerteam das Lied bei einer Karaoke-Veranstaltung.